# Union du centre (Grèce)
Pour les articles homonymes, voir Union du centre.
 (avril 2018).
Si vous disposez d'ouvrages ou d'articles de référence ou si vous connaissez des sites web de qualité traitant du thème abordé ici, merci de compléter l'article en donnant les références utiles à sa vérifiabilité et en les liant à la section « Notes et références ».
L’Union du centre (en grec : Ένωσις Κέντρου / Énosis Kéntrou) est un parti politique libéral grec des années 1960-1970, considéré comme le dernier avatar du vénizélisme. Il fut dirigé par Geórgios Papandréou.

## Historique
Le parti remporta les élections législatives de 1963 permettant à Geórgios Papandréou de devenir Premier ministre. Cependant, le coup d'État royal de 1965 le chassa du pouvoir.
La scission qui intervint alors dans le parti facilita la mise en place de la dictature des colonels.
Une partie de ses dirigeants participa à la création de la Nouvelle Démocratie en 1974-1975.

## Résultats électoraux
| Année | %    | Mandats   | Rang | Gouvernement            |
| ----- | ---- | --------- | ---- | ----------------------- |
| 1961  | 33,7 | 100 / 300 | 2e   | Opposition              |
| 1963  | 42,0 | 138 / 300 | 1er  | Geórgios Papandréou II  |
| 1964  | 52,7 | 171 / 300 | 1er  | Geórgios Papandréou III |